# ニーラジ・チョプラ
スーバダール ニーラジ・チョプラ   (ヒンディー語:नीरज चोपड़ा、英:Neeraj Chopra、1997年12月24日 - ) はインドの陸上競技選手。インドにおけるやり投の記録保持者である。
2021年東京オリンピック、2023年世界陸上競技選手権大会の男子やり投でともに金メダルを獲得している。これはオリンピック、世界陸上のやり投におけるアジア勢初の金メダルである。インド陸軍のJCO(Junior Commissioned Officer)出身のオリンピック選手で初めて金メダルを獲得した。2016年のU20世界陸上競技選手権大会では、当時のU20世界記録86m48を記録し、インド勢初の優勝となった。
2018年アジア大会では旗手を務め、金メダルを獲得した。2024年現在チョプラはインドで2人しかいない個人のオリンピック金メダリストのひとりで、インドの歴代金メダリストの中では最も若く、初出場で優勝を果たした唯一の人物である。また世界陸上では2022年に銀メダルを獲得し、インド勢2人目となるメダリストとなった。

2024年シーズン終了時点において、
自己ベストのみを見ると、90mの大台にはあと一歩届いておらず、格上や拮抗するライバルは多い(パリオリンピックでの、上位5選手の中で彼は最も自己ベストが低く、また彼を含む表彰台に上がった3選手は共に1997年生まれで2016年世界ジュニア選手権でも競った同期だが、他の2人、アルシャド・ナディームとアンダーソン・ピーターズは彼よりも3m以上優れた自己ベストを持つ)。
また88m以上を複数回投げた試合も一度のみ(優勝した2022年ダイヤモンドリーグ最終戦での88.44mと88.00mの2投)と爆発的なパフォーマンスも見られないが、88m以上を延べ18試合で投げており、うち6試合は89m以上を記録するなど、非90mスロワーとしては驚異的なアベレージを誇り、限られた試技の中で優勝争いの一投を着実に決めていく、試合での一貫した勝負強さで知られる。

2021年8月に制した東京オリンピック以降、2024年最終戦のダイヤモンドリーグファイナルまで、出場した試合の全ての予選及び決勝で2位以上の成績を残し続けており、その期間、オリンピックと世界陸上で優勝と準優勝をそれぞれ各一度ずつ、ダイヤモンドリーグで一度の優勝と二度の準優勝を果たしている。

## 来歴
ニーラジ・チョプラはインドハリヤーナー州パーニーパット県キャンドラで生まれた。2人の姉がおり、家族は農業に従事していた。BVN公立学校に通学した後、チャンディーガルのDAV大学を卒業し、2024年現在パンジャーブ州ジャランダルのLPU(Lovely Professional University)で学士号を取得中である。
インド陸軍は2016年の南アジア競技大会におけるチョプラの成績を評価し、スーバダールの階級ながらJCOに任命した。彼はこれを受け、軍のスポーツ部門所属となった。

## 経歴

### 幼少期
幼少期に肥満体型をからかわれていたため、父親はマドラウダのトレーニング施設に彼を入学させ、後にパーニーパットの施設に移る。パーニーパットのシヴァジスタジアムでの練習中、やり投の選手に感化され自身もやり投に取り組み始める。
チョプラはトレーニングを始めていない段階で40m級の投擲を行っており、SAI(Sports Authority of India)センターのアクシャイ・チョーダリーは彼に可能性を感じ、初の指導者となった。チョプラはチョーダリーからスポーツのいろはを学び、ジャランダルでのやり投の指導でアスリートとしての経験を積んだ、と述べている。程なくして地区大会で銅メダルを獲得すると、家族を説得しパーニーパットで技術を磨いていく。

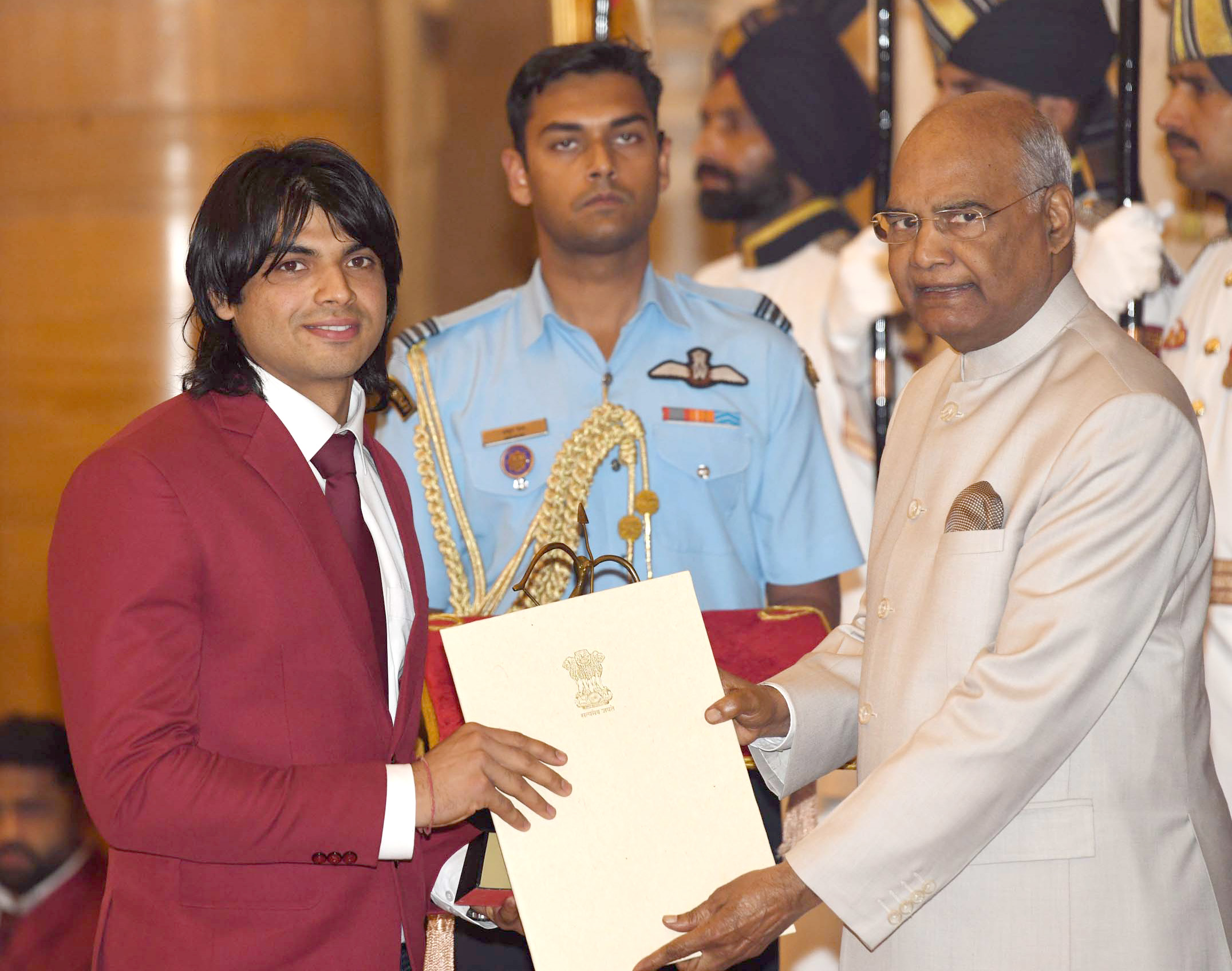
インド大統領のラーム・ナート・コーヴィンド(右)からアルジュナ賞を受け取るチョプラ(左)(2018年9月25日)

約1年間のチョーダリーの指導の後、13歳になったチョプラはパンチュクラのタウデヴィラルスタジアムでのトレーニングに入る。タウデヴィラルスタジアムはハリヤーナー州において人工トラックを有する数少ない施設である。そこでは、ナジム・アーマッドの指導の下、やり投の助走のトレーニングが行われた。パンチュクラにはやり投を専門とした指導者が不在だったため、チョプラと練習相手のパーミンダ・シンは男子やり投げの世界記録保持者であるチェコのヤン・ゼレズニー選手の動画をダウンロードし、それを元に練習に取り組んでいたという。当時の記録は55mに達しており、すぐに記録を延ばして、2012年10月27日にラクナウで開催されたインドジュニア選手権大会では68m40の国内新記録で金メダルに輝いた。

### 国際大会への参加
2013年からは国際大会に参戦し始め、ウクライナで開催された世界ユース選手権はチョプラが参加した初の国際大会である。2014年の南京ユースオリンピックでは、自身初となる銀メダルを獲得した。同年に70mを超える記録を出している。
2015年のインド国内大会では、81m04を記録し、ジュニア部門での世界記録を更新した。これが自身初の80m台であった。
2015年にケララ州で行われた大会では5位に終わり、2016年からはパンチュクラを離れ、パティヤーラーにある施設での特訓に入った。チョプラによれば、パティヤーラーでの特訓は施設、食事、基礎トレーニング、どれを取ってもパンチュクラのそれとは一線を画すものだったため、キャリアの分水嶺になったという。また、周囲の選手のレベルの高さに刺激されたとも語っている。この頃チョプラの指導者として、2010年コモンウェルスゲームズの銅メダリストであるカシナス・ナイクが就いていたが、練習メニューの厳しさから1ヶ月半後には独力でのトレーニングを再開する。

### 2016年 – 2018年
2016年2月9日の南アジア大会では82m23で自己ベストを更新し金メダルを獲得するも、同年に開催されるリオ五輪の参加基準83mには届かなかった。同時期からオーストラリアのギャリー・カルバートの指導の下でトレーニングを始めている。2016年にブィドゴシュチュで開催されたU20世界陸上では86m48を出し、インド勢初となるジュニア世界記録の更新となったが、不幸にも1ヶ月前の7月11日にリオ五輪の参加は締め切られていた。また同年4月のニューデリーでの大会から引き摺っていた背中の怪我も競技に大きく支障を与えており、リオ五輪の参加から遠退く原因となった。

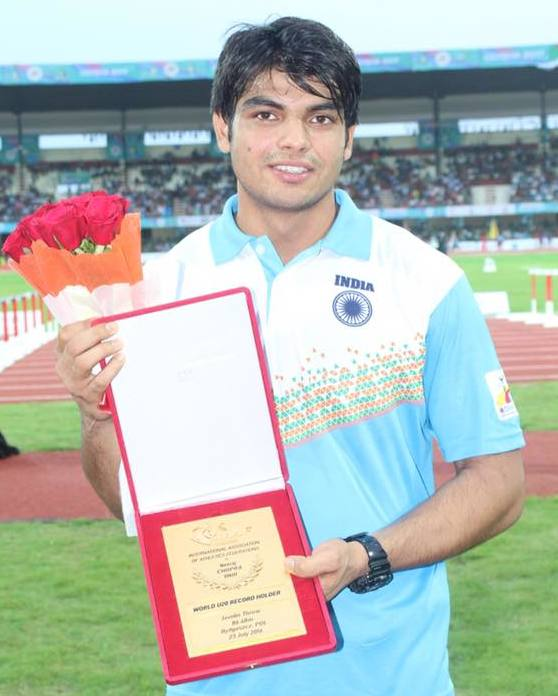
2017年ブバネーシュワルで開催されたアジア陸上競技選手権大会

2016年9月、パティヤーラーを離れ、バンガロールにある施設に拠点を移した。同時期にインド陸軍から正式にJCOに任命された。
2017年ブバネーシュワルで開催されたアジア陸上競技選手権大会では85m23を記録し、金メダルを獲得した。同年8月、世界陸上のためにロンドンへ飛ぶが、決勝には至れなかった。8月24日のダイヤモンドリーグ決勝の3投目で鼠蹊部に深刻な怪我を負い、4投目ではファールに、5,6投目はスキップせざるを得なかった。結果、1投目の83m80が記録され7位に終わった。ヴィジャヤナガルでの療養後の11月、2017年に世界陸上で同席していたワーナー・ダニエルの下でトレーニングを積むためにオッフェンブルクへ向かった。オッフェンブルクのトレーニングでは、投擲時に手を高く保ったままにすることで距離を延ばすことに成功した。

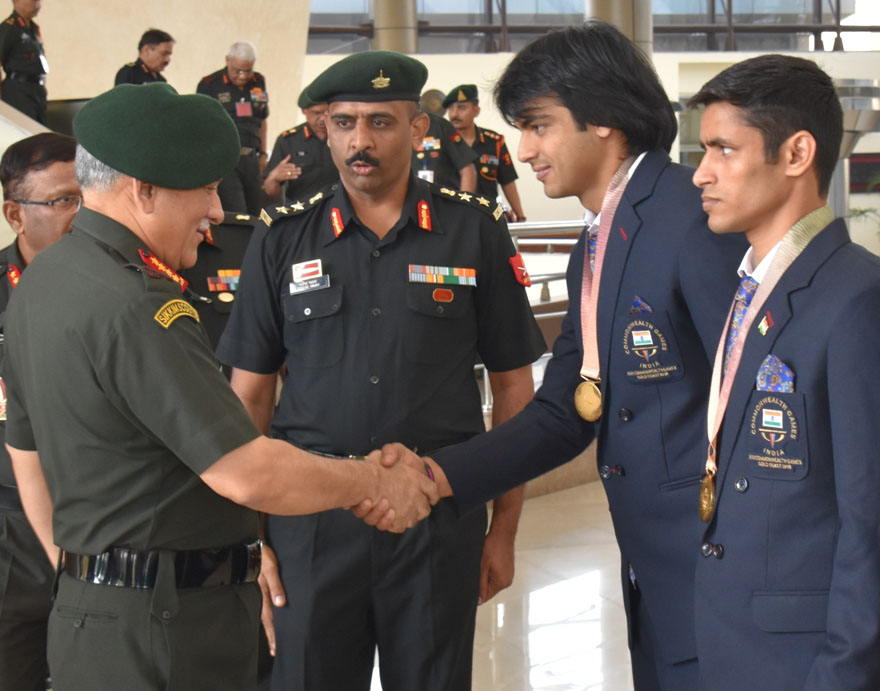
2018年ゴールドコーストでのコモンウェルスゲームズにおけるやり投金メダリストのチョプラ(右から二番目)とボクシング金メダリストのガラウ・ソランキー(右端)の戦績を称える陸軍大将ビピン・ラワット(左端)

2018年コモンウェルスゲームズでは86m47のシーズン記録を打ち出し、コモンウェルスゲームズの男子やり投において初のインド勢優勝となった。同年5月、ドーハダイヤモンドリーグにおいて87m43の記録を出し、インド国内記録を更新した。
8月のアジア競技大会では、インドを代表して旗手を務めた。27日に開催された同大会で88m06を記録し、国内記録を再び更新するとともに金メダルを獲得した。これはアジア競技大会でのインド勢初の金メダルである。チョプラは国内でAFI(Atheletics Federation of India)から推薦された唯一の人物で、9月にヒルラトゥナ賞とアルジュナ賞を受賞した。これらの功績がインド陸軍に評価され、11月にスーバダールへと異例の昇格をした。
2021年に延期された東京オリンピックに備え、ドイツのウベ・ホーン、生体力学の専門家クラウス・バートニエツ、理学療法士のイスハーン・マルワハの下でトレーニングに取り組んだ。2018年から2019年にかけてホーンは以前「ワイルド」と呼ばれていた投法を組み込み、チョプラの技術を向上させた。

### 故障と回復
チョプラは2019年世界陸上ドーハを右肘の骨棘のために欠場しており、東京オリンピックの選考が始まったのは2019年5月3日のムンバイでの手術中であった。パティヤーラーとヴィジャヤナガルでの療養後、クラウス・バートニエツのいる南アフリカへ向かった。約2年後チョプラは国際大会への復帰を果たし、南アフリカで行われた大会では、東京オリンピックの参加基準である85mを超えた87m86を記録した。
南アフリカの大会後、トレーニングのためにトルコに滞在していたが、新型コロナウイルス流行のため2020年3月にはインドへ帰国した。ロックダウンのためパティヤーラーのNIS競技場での練習を余儀なくされた。AFI(Athletics Federation of India)とオリッサ州の自治体はインドのやり投選手団にブバネーシュワルのカリンガスタジアムでのトレーニングキャンプを手配し、チョプラは2020年11月から2021年2月までこれに参加した。3月5日に再び国内記録を88m07で更新し、世界ランク3位に就いた。
この頃スウェーデンでトレーニングが予定されていたが、パンデミックの影響でビザが取れず断念となった。その後インド外務省などの助けを借りてヨーロッパへ向かうことができたが、ビザを取るのに数週間を要し、チョプラは苛立ちを隠せなかったという。6月5日には強制検疫のためにパリへ移動した。その後リスボンで行われた大会が2021年シーズン初の大会となり、83m18で金メダルを獲得した。6月19日まではリスボンに留まり、その後ウプサラに拠点を移し、東京オリンピックまでウプサラに滞在した。
カールスタードで開催された大会では80m96で金メダルであったが、直後のクオルタネの大会では86m79の記録ながら銅メダルに落ち着いた。続いてルツェルンでの大会に参加する予定だったが、立て続けの大会への出場による疲労のため欠場した。7月13日に開かれるゲーツヘッドでのダイヤモンドリーグに出場するためビザを確保しようとしたが、パンデミックのためできず、ウプサラでの練習を続けた。

### 2020年東京五輪
2021年8月4日に国立競技場のインド代表選手としてオリンピック初出場を果たした。予選では86m65を出し、トップの成績で通過した。8月7日に行われた決勝では2投目で87m58を記録し、陸上競技においてインド初の金メダルとなった。
結果的にインドは2012年ロンドンオリンピックの6個を超える、7個の金メダルを獲得し、チョプラは男子やり投において世界ランク2位に就くこととなった。

### 東京五輪以後

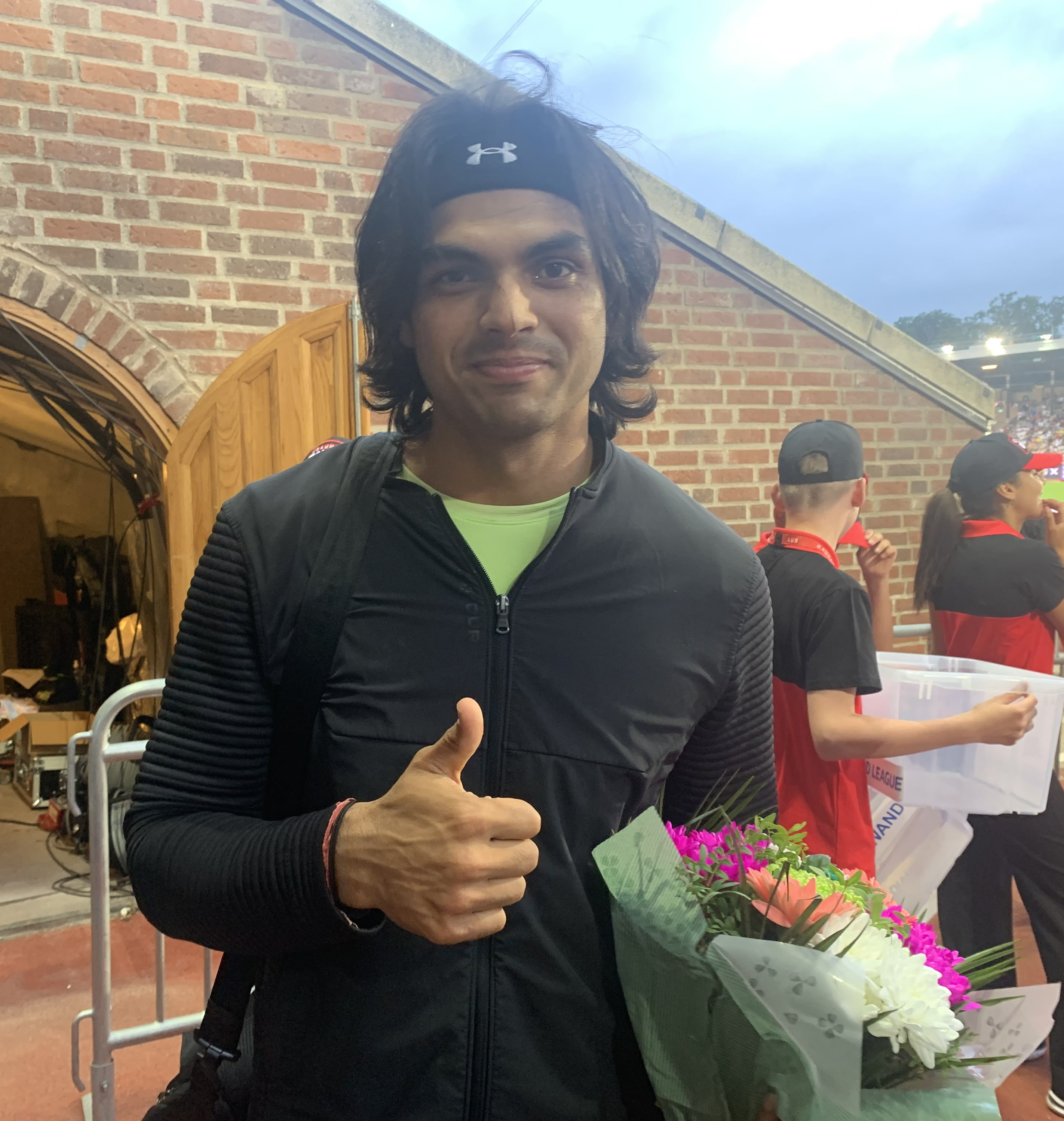
2022年ストックホルムのバウハウスガラン

2022年7月トゥルクの大会で89m30を記録し、自己ベストと国内記録を更新した。ストックホルムダイヤモンドリーグでは89m30を出し、これをさらに更新した。
同年7月世界陸上オレゴンの4投目で88m13を記録し銀メダルを獲得した。これはインドにとって2003年世界陸上パリの女子走幅跳でアンジュ・ボビー・ジョージが獲得した銅メダル以来のメダルである。8月26日アスレティッシマダイヤモンドリーグでは89m09の記録で1位に輝き、ヴェルトクラッセチューリッヒの出場資格を得た。9月8日には同大会で88m44を記録し、インド勢初となる優勝を果たし、世界陸上ブダペストへの参加資格を得た。
2023年5月ドーハダイヤモンドリーグでは88m67で金メダルを獲得した。これにより、ワールドアスレティックスによる男子やり投の世界ランクで自身初となる1位の座に就いた。
同年8月の世界陸上ブダペストでは88m17で金メダルを獲得した。10月のアジア大会ではシーズンベストの88m88を記録し、同大会における二度目の金メダル獲得となった。

## 実績

### 国際大会
| 年   | 大会                   | 会場             | 結果 | 種目           |       |
| ---- | ---------------------- | ---------------- | ---- | -------------- | ----- |
| 2013 | U18世界選手権          | ドネツィク       | 19位 | やり投 (700 g) | 66m75 |
| 2015 | アジア選手権           | 武漢             | 9位  | やり投         | 70m50 |
| 2016 | 南アジア競技大会       | グワーハーティー | 優勝 | やり投         | 82m23 |
| 2016 | U20アジア選手権        | ホーチミン       | 2位  | やり投         | 77m60 |
| 2016 | U20世界陸上            | ブィドゴシュチュ | 優勝 | やり投         | 86m48 |
| 2017 | アジア選手権           | ブバネーシュワル | 優勝 | やり投         | 85m23 |
| 2017 | 世界陸上               | ロンドン         | 15位 | やり投         | 82m26 |
| 2018 | コモンウェルスゲームズ | ゴールドコースト | 優勝 | やり投         | 86m47 |
| 2018 | アジア大会             | ジャカルタ       | 優勝 | やり投         | 88m06 |
| 2021 | オリンピック           | 東京             | 優勝 | やり投         | 87m58 |
| 2022 | 世界陸上               | オレゴン         | 2位  | やり投         | 88m13 |
| 2023 | 世界陸上               | ブダペスト       | 優勝 | やり投         | 88m17 |
| 2023 | アジア大会             | 杭州             | 優勝 | やり投         | 88m88 |

### シーズンベスト
| 年   | 日付     | 記録  | 開催地           |
| ---- | -------- | ----- | ---------------- |
| 2013 | 7月26日  | 69m66 | パティヤーラー   |
| 2014 | 8月17日  | 70m19 | パティヤーラー   |
| 2015 | 11月31日 | 81m04 | パティヤーラー   |
| 2016 | 7月23日  | 86m48 | ブィドゴシュチュ |
| 2017 | 6月2日   | 85m63 | パティヤーラー   |
| 2018 | 8月27日  | 88m06 | ジャカルタ       |
| 2020 | 1月28日  | 87m86 | 南アフリカ       |
| 2021 | 3月5日   | 88m07 | パティヤーラー   |
| 2022 | 6月30日  | 89m94 | ストックホルム   |
| 2023 | 10月4日  | 88m88 | 杭州             |